# ساختار قدرت
ساختار قدرت (به انگلیسی: Power structure) سلسله مراتبی از شایستگی است که بر تأثیر میان یک فرد با سایر نهادها در یک گروه مبتنی است. ساختار قدرت بر نحوه ارتباط قدرت و اقتدار بین افراد درون گروه‌هایی همانند دولت، ملت، نهاد، سازمان یا جامعه تمرکز دارد. چنین ساختارهایی مورد توجه حوزه‌های مختلف علمی از جمله جامعه‌شناسی، حکومت، اقتصاد و کسب و کار هستند.
ساختار قدرت رسمی ممکن است برای افزایش حداکثری ارزش‌هایی همانند عدالت اجتماعی یا کارآمدی ساخته شود، مانند یک سازمان سلسله مراتبی که در آن هر موجودی، بجز یکی، تابع یک موجودیت واحد دیگر است. برعکس، یک ساختار قدرت ممکن است مجموعه‌ای غیررسمی از نقش‌ها باشد، مانند مواردی که در یک سلسله مراتب سلطه که در آن اعضای یک گروه اجتماعی برای ایجاد یک نظام رتبه‌بندی، اغلب به صورت تهاجمی با هم تعامل دارند.
فرهنگی که در سلسله مراتب سلطه سازمان یافته‌است،  سلطه‌گر است، در برابر فرهنگ برابری‌طلبی مشارکت.
یک گروه یا نخبگان عینی و مسلط که در ساختار قدرت، دارای قدرت یا اقتدار هستند، اغلب به عنوان هسته قدرت‌مدار شناخته می‌شوند.
ساختارهای قدرت:
- سیال هستند،
- دایم در حال تغییرند،
- تغییر آنها هم آرام است و هم سریع،
- هم تحول تدریجی دارند و هم انقلابی،
- روابط آنها هم مسالمت‌آمیز است و هم خشونت‌آمیز.